# Stanislav Bevc
Stanislav Bevc, slovenski politik, poslanec, inženir agronomije in kmet,  * 16. april 1956, Gornji grad (Slovenija).
Gimnazijo je obiskoval v Celju. Nato se je vpisal in končal Biotehniško fakulteto v Ljubljani. 
V Slovensko kmečko zvezo se je včlanil leta 1990. Na volitvah v zbor občin, ki so potekale 8. ter 22. aprila 1990, je kandidiral na listi Slovenske kmečke zveze ter bil tudi izvoljen. 